# シャルル・バルグ
シャルル・バルグ（Charles Bargue、1826年/1827年頃 - 1883年4月6日）は、フランスの画家である。

## 概要
1866年から1871年の間にグーピル商会から出版した『デッサン教本』で知られる。同教本は、197枚のリトグラフから成り、生徒が石膏像のデッサンから始めて巨匠の作品の習作、さらに実際のモデルの素描をマスターできるように組み立てられている。
この教本をもとに勉強した画家の一人がフィンセント・ファン・ゴッホで、彼は1880年 - 1881年に教本を一揃い模写し、1890年にも少なくともその一部を模写している。
バルグはジャン＝レオン・ジェロームの生徒であったという説もあるが、疑問もある。いずれにせよ、バルグはジェロームの身近で仕事をし、彼のオリエントの描写や歴史画から影響を受けた。バルグの最後の作品は、ジェロームにより完成され、現在は米国マサチューセッツ州モールデンの公共図書館に保存されている。

## 作品

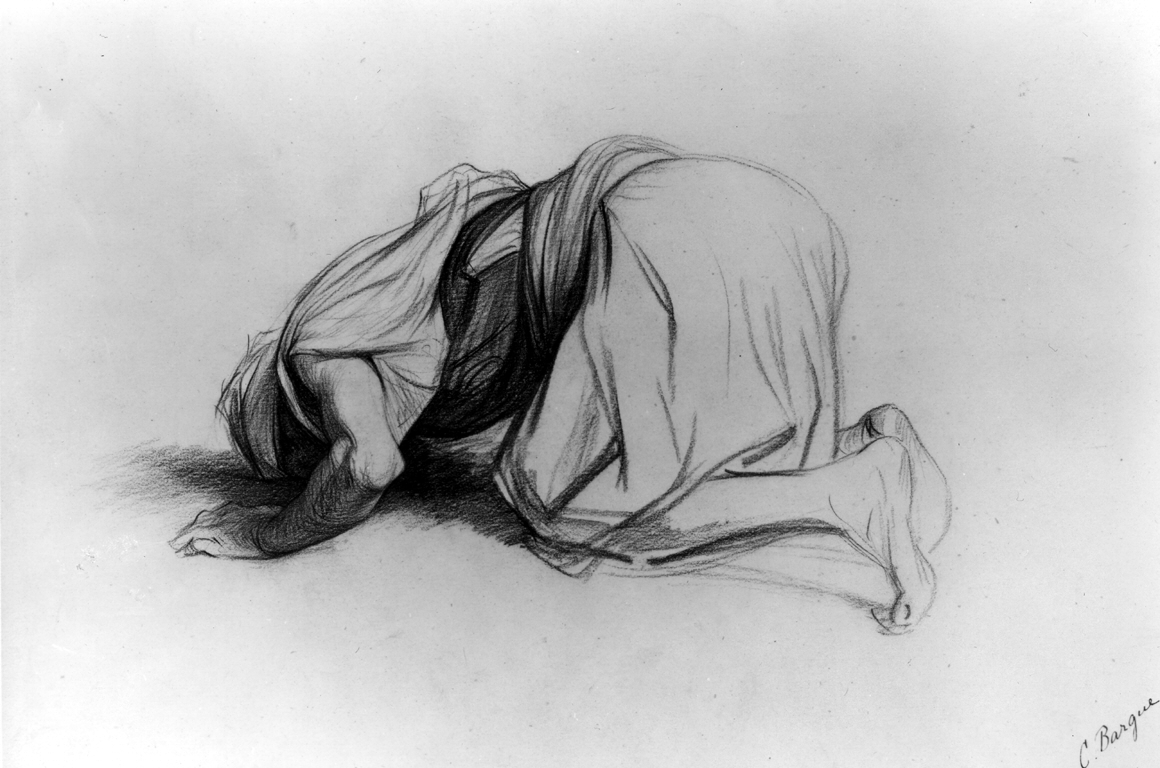
「祈るムスリム」1883年。炭、紙、16.7 × 25.3 cm。ウォルターズ美術館。
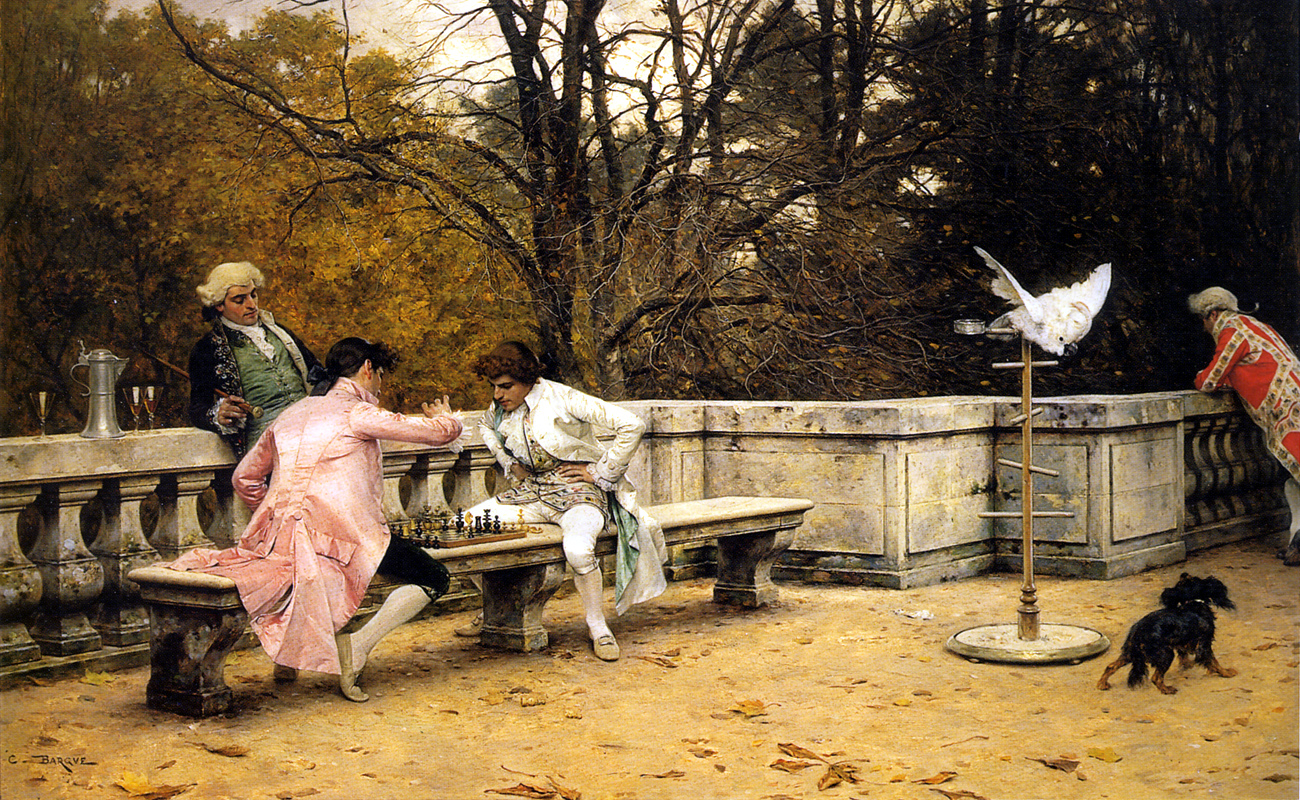
「チェスのゲーム」油彩、パネル、16.5 × 23.3 cm。
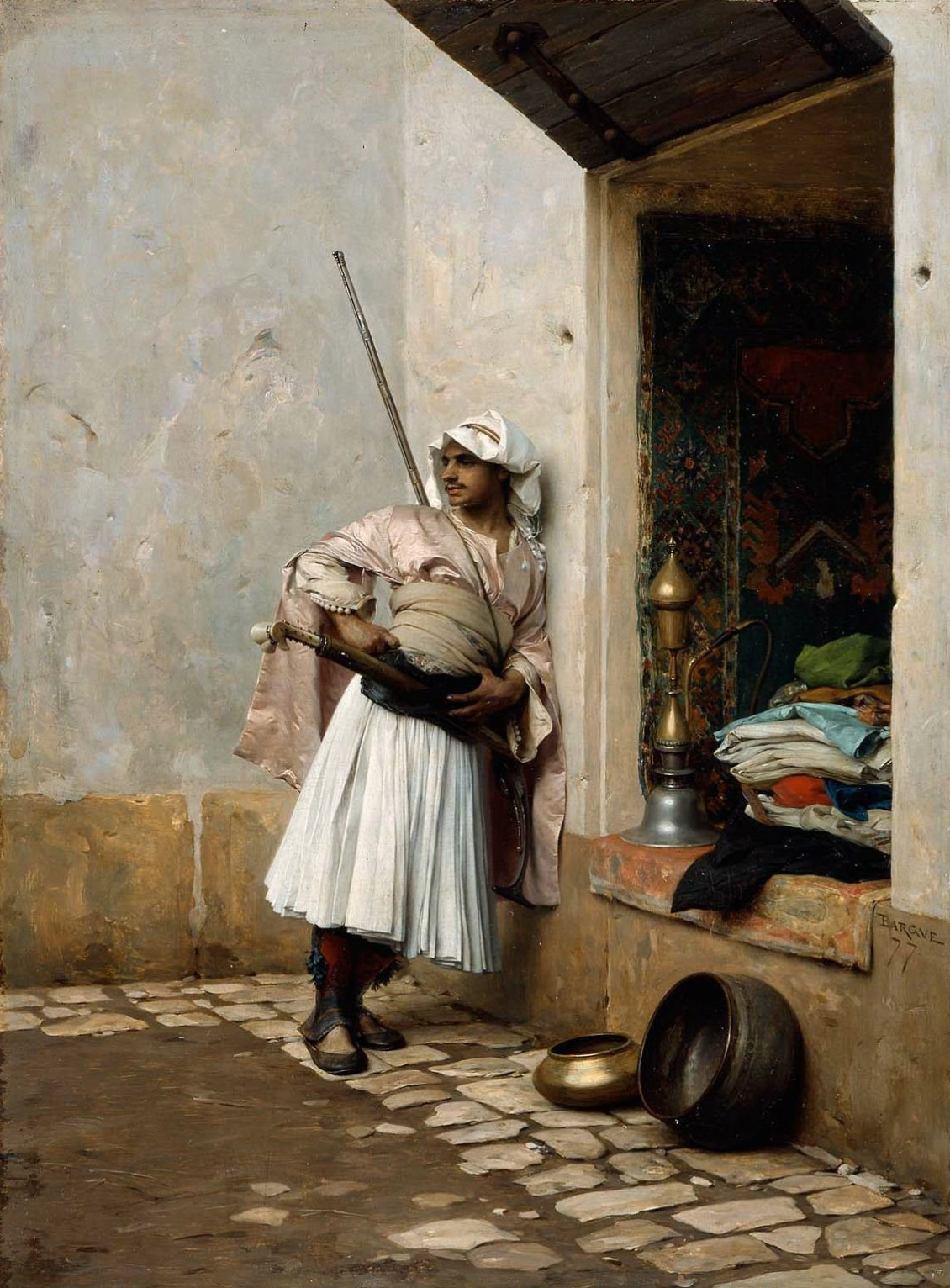
「カイロのアルバニア人の歩哨」1877年、油彩